# Marie Jaffredo
Pour les articles homonymes, voir Jaffredo.
Marie Jaffredo est une scénariste et dessinatrice de BD d'origine bretonne et normande, née à Caen le 12 octobre 1966.
Sur des scénarios de Michaël Le Galli, elle donne des histoires sombres et angoissantes comme la série Les Démons de Marie (traitant des soins donnés à la folie), la série Le Sang des bâtisseurs (thriller médiéval) ou l'album Les Damnés de Paris (les nuages qui s'accumulent sur un Paris d'avant la guerre de 1870, d'avant la Commune). En tant que scénariste-dessinatrice, elle aborde la chronique villageoise avec Et si… et le parcours du combattant d'une adoption en Chine avec Yuan : journal d'une adoption.

## Biographie
Enfant, elle lit les classiques de la BD : Les Aventures de Tintin, Lucky Luke, Astérix, Boule et Bill, Spirou et Fantasio, Gaston, Les Petits Hommes… Elle dessine beaucoup, sans envisager pour autant d'en faire son métier.
De 1985 à 1991, elle est élève de l'École nationale supérieure d'architecture de Normandie, à Darnétal. En 1991, une fois diplômée, elle s'établit à Bruxelles, où elle est architecte, puis urbaniste. En 2000, revenue à Caen, elle se reconvertit dans la bande dessinée. Elle collabore aux fanzines locaux Bol d’encre et Bulle de gomme. En 2001, elle fait ses débuts de professionnelle chez l'éditeur normand Petit à Petit, fournissant des histoires courtes (de trois à dix pages) pour des albums collectifs. Pour le premier de ces albums, Édith Piaf en bandes dessinées, elle travaille avec le scénariste Michaël Le Galli. Elle va contribuer, au fil des ans, à cinq autres albums de Petit à Petit, consacrés à Verlaine, à Bourvil, à Louise Attaque, à Grimm et à Maupassant.
Le Galli et Jaffredo reforment leur tandem pour un récit d'aventure traitant des soins donnés à la folie, Les Démons de Marie : « Une île nuageuse et venteuse, des fous en pagaille, un prêtre, quelques enfants innocents, une histoire forte et sombre… » Cette série de deux albums paraît chez Carabas en 2004 et 2005.
En 2003, Marie Jaffredo s'établit sur les coteaux du Lyonnais. La région et ses habitants lui inspirent l'idée d'une chronique villageoise des années 1960, mêlée à un secret de famille. Fin 2006, elle se lance donc dans sa première expérience d'écriture de scénario. Elle sollicite les conseils du scénariste Olivier Jouvray, qui relit son texte et la guide. L'ensemble du travail sur l'album (écriture, dessin et mise en couleur) lui prend un an et demi. Elle joue de chance : les éditions Vents d'Ouest s'apprêtent à lancer « Terres d'origine », une collection mettant à l'honneur les régions de France. Et si… paraît dans cette collection en 2008.
En 2009, Marie Jaffredo rejoint La fourmilière BD, petite maison d'édition lyonnaise. Elle sort Les Pop Korn : dur, dur la vie de famille ! En 2010, elle participe chez le même éditeur à l'album collectif Les Inventions de la vie moderne. 
Elle retrouve Le Galli pour un polar médiéval, la série Le Sang des bâtisseurs (deux albums), dont le tome 1 sort en 2010 chez Vents d'Ouest : « Une abbaye en chantier, des macchabées étripés en veux-tu en voilà, le froid, une jeune femme de caractère, des visions d’horreur, bref une ambiance angoissante comme elle les aime ! » En 2014, elle publie Les Damnés de Paris, sur un scénario de Le Galli, chez Vents d'Ouest. Le récit entraîne « des bas-fonds et des auberges louches et bruyantes aux beaux quartiers, au Paris mondain et artistique en passant par l'îlot de campagne de la butte Montmartre » : le Paris que métamorphosent les travaux hausmanniens est celui des écrivains et des impressionnistes, mais aussi une ville au bord du gouffre, juste avant le déclin du Second Empire, la guerre de 1870 et la Commune.
En 2015, elle publie sur un scénario de Djian un polar en BD, Meurtre au Mont-Saint-Michel, coédité par Glénat et les éditions du Patrimoine. En 2017, dans Édouard Manet et Berthe Morisot : une passion impressionniste, publié chez Glénat, Jaffredo illustre sur un scénario de Le Galli les débuts des deux artistes peintres, leur relation et la société de la fin du Second Empire. Revenant au scénario pour un récit autobiographique, elle évoque l'adoption de sa fille et la découverte de la Chine, pays d'origine de celle-ci, dans Yuan : journal d'une adoption, paru chez Vent d'Ouest en octobre 2019.

## Œuvres
- Dessin, avec Michaël Le Galli (scén.), contribution à l'album collectif Édith Piaf en bandes dessinées, Darnétal, Petit à Petit, 2001.
- Dessin, contribution à l'album collectif Poèmes de Verlaine en bandes dessinées, coll. « Littérature en bandes dessinées », Petit à Petit, 2003.
- Dessin, contribution à l'album collectif  Chansons de Bourvil en bandes dessinées, coll. « Chansons en bandes dessinées », Petit à Petit, 2003.
- Dessin, avec Michaël Le Galli (scén.), série Les Démons de Marie, coll. « Époques », Paris, Carabas-Tournon :
  1. L'Expérience du professeur Mesmer, 2004 ;
  2. La Rédemption du père Anselme, 2005.
- Dessin, contribution à l'album collectif Les Chansons de Louise Attaque en bandes dessinées, coll. « Chansons en bandes dessinées », Petit à Petit, 2006.
- Dessin, contribution à l'album collectif Contes de Grimm en bandes dessinées, coll. « Littérature en bandes dessinées », Petit à Petit, 2007.
- Dessin, contribution à l'album collectif Contes de Guy de Maupassant en bandes dessinées, coll. « Littérature en bandes dessinées », Petit à Petit, 2007.
- Scén., dessin, coul., Et si : au cœur des coteaux lyonnais, coll. « Terres d'origine », Vents d'Ouest, 2008.
- Scén., dessin, coul., série Les Pop Korn, coll. « 3 cases », Villeurbanne, La fourmilière BD :
  1. Dur, dur, la vie de famille ! 2009.
- Participation à l'album collectif Les Inventions de la vie moderne, La fourmilière BD, 2010.
- Illustrations, dans Béatrix de L'Aulnoit, Philippe Alexandre (texte), Des fourchettes dans les étoiles : brève histoire de la gastronomie française, Fayard, 2010.
- Illustrations, dans Philippe Cavalier (texte), Une promenade magique dans Paris : avec les initiés, les sorciers et les alchimistes, l'itinéraire secret du vieux Paris, Anne Carrière, 2010.
- Dessin, coul., avec Michaël Le Galli (scén.), série Le Sang des bâtisseurs, coll. « Fantastique », Vents d'Ouest :
  - tome 1, 2010 ;
  - tome 2, 2011.
- Dessin, avec Michaël Le Galli (scén.), Les Damnés de Paris, Vents d'Ouest, 2014.
- Dessin, avec Djian (scén.), Meurtre au Mont-Saint-Michel, Glénat, Patrimoine, 2015.
- Dessin, coul., avec Michaël Le Galli (scén.), Édouard Manet et Berthe Morisot : une passion impressionniste, Glénat, 2017.
- Scén., dessin, coul., Yuan : journal d'une adoption, Vent d'Ouest, 2019.
- Le printemps de Sakura, Glénat/Vents d’Ouest 2022, 108 pages.